# Guadamur
 (décembre 2012).
Le contenu est difficilement compréhensible vu les erreurs de traduction, qui sont peut-être dues à l'utilisation d'un logiciel de traduction automatique.
Guadamur est une commune d'Espagne de la province de Tolède dans la communauté autonome de Castille-La Manche.

## Géographie
La municipalité est située autour d'un ruisseau, dans la région de Montes de Toledo, et les municipalités voisines sont Tolède, Argés, Polán et Casasbuenas.
La prairie de Daramezas, compétence de Guadamur mais séparée du reste de la municipalité et intégrée à Tolède, a pour limite nord le fleuve Tage. Le point le plus élevé du terme se trouve dans Liebrera, avec 661 m.

### Toponymie
Le terme "Guadamur (قدمر), selon certains chercheurs, en arabe signifie la rivière des vagues, mais d'autres pensent que résulterait de wadi al-mur (rivière du mur), comme référence à une construction romaine ou wisigothe. Ainsi, la racine est un hybride de l'arabe oued (fleuve, vallée, dépression) et le latin murus (mur), comme dans d'autres hybrides, comme Guadalcanal (Séville).
Wadi est un mot d'origine arabe utilisé pour décrire les lits de rivières à sec ou saisonniers, les cours d'eau.

## Histoire

### L'origine
Des vestiges archéologiques avant notre ère sont rares, à peine quelques pierres néolithiques (un grattoir, une hache) difficiles à dater. Guadamur est trop loin des établissements paléolithiques à proximité (dans la province de Madrid).
Les résidents de la zone avant l'arrivée des romains recevaient du géographe romain Strabon la désignation de Carpetanos et intégraient la Carpetania, de même que d'autres peuples celtibéres. Près de Guadamur il y a des noms de lieu celtiques, comme Alpuébrega, la Brega ou Castrejón.
Les découvertes archéologiques, bien que limitées, preuves de la présence romaine dans la ville et ses environs: des pièces de monnaie, un camée, une stèle de calcaire et un frein à cheval daté dans le IIe siècle ; il est nécessaire d'ajouter des pièces réutilisées par les Wisigoths, et des restes de colonnes, des plaques et des statues de marbre de Carrare. Il n'y a pas eu de colonnes romains à Guadamur, mais il l'existence d'une voie romaine de deuxième ordre semble attestée et l'existence probable d'une villa dans le domaine de l'ancienne route de Tolède. Le nom local Portusa (diminutif latin adapté à la langue locale), un gué du Tage à 8 km au nord-ouest de Guadamur, signale la région comme un lieu de transit.

### Moyen Âge
La période des Wisigoths (409-711) a laissé à Guadamur le chapitre le plus intéressant de son histoire. En août 1858, de violents orages ont éclaté sur Guadamur et ont laissé à découvert sur le site des jardins de Guarrazar une série de tombes. Les voisins Francisco Pérez et María Morales on fait la découverte du Trésor, le plus important de ceux trouvés dans la péninsule sur les Wisigoths. La fouille archéologique du Ministère des Travaux Publics et de l'Académie Royale d'Histoire (avril 1859) ont formé un groupe composé de : six couronnes, cinq croix, un pendentif et des restes de feuilles et chaînes (la quasi-totalité en or, maintenant au Musée Archéologique National de Madrid); une couronne d'or et une croix et une pierre gravée de l'Annonciation (maintenant dans le Palais Royal de Madrid); trois couronnes, deux croix, des liens et des pendentifs en or (aujourd'hui au Musée National du Moyen Âge, Thermes et Hôtel de Cluny, Paris); une couronne et d'autres fragments d'une barre avec une boule de cristal (volés du Palais Royal de Madrid en 1921 et encore disparues). Le bien le plus précieux de tous est la couronne du roi Recceswinth, qui a nommé aujourd'hui la place principale de la ville: leurs pièces en saphir bleu proviennent de l'ancienne Ceylan, aujourd'hui Sri Lanka. Il y avait aussi beaucoup de fragments de sculptures et des vestiges d'un bâtiment, peut-être un delubrum romain (sanctuaire ou lieu de purification); dans les siècles suivants, il a été consacré à l'adoration chrétienne comme une église ou un oratoire, qui abritait un certain nombre de tombes: dans la plus importante on a trouvé un squelette couché sur un lit de chaux et de sable, et sa pierre, dont l'inscription latine fait référence à Crispinus, prêtre, datant de 693 (51 du règne d'Égica, année du XVIe Concile de Tolède). Cette plaque est maintenant dans le Musée Archéologique National de Madrid. Selon certains savants, Guarrazar ne serait qu'un monastère qui a servi de refuge pour le vrai trésor de la cour de Tolède, de leurs églises et monastères, pour empêcher leur capture par les musulmans: le monastère de Sancta Maria in Sorbaces, conformément à l'inscription de la croix de Sonnica, une pièce du trésor de Guarrazar conservée à Paris.
Outre son nom propre, on peut trouver à proximité de Guadamur d’autres toponymes arabes: Daramazán, "maison forte"; Daramezas, “maison du plateau”; Guajaraz, “rivière d'épines "; Guarrazar, “vallée du plomb”; Zuarraz, “petit canal"; Aguanel, "eau du puits"; Aceituno, "bois d’oliviers".
La capitulation de Tolède en 1085 fait que les Almohades et les Almoravides tentent de déloger les chrétiens en tant que position stratégique. La région, dans les prochains cent ans, a été dévastée par les attaques et les contre-attaques des deux parties. On commence la repopulation sous le règne d'Alphonse VII, et Guadamur appartient déjà au Conseil de Tolède, ville à laquelle elle paie des impôts et de laquelle elle dépend. La propriété privée des citoyens de Tolède autour de Guadamur commence alors, et cela peut être daté de l'époque taifa à cause des noms arabes des propriétés. Depuis la fin du XIIe siècle, ces biens passent dans les mains du clergé, en particulier l'ordinaire.
Au cours des XIIIe, XIVe et XVe siècles, cette terre passe au régime des seigneurs, et on commence à ressentir la honte de la servitude dans une décomposition de la monarchie, renforcement de la noblesse, résistance des paysans, conflits religieux, la peste et la crise des moyens de subsistance. Guadamur entre dans l'histoire médiévale sous la main de Pedro López de Ayala, le fils du Chancelier royal et maire de Tolède; sa famille disputait le contrôle de la capitale à la famille Silva. Intervient dans la guerre qui oppose Juan II et son favori Álvaro gagné contre les Infants d'Aragon, Don Enrique et Don Juan, et qui finit avec la reddition de Tolède en 1440. Juan II pardonne à Pedro en 1444 et en 1446, entre autres biens, obtient Guadamur comme octroi. Cette date marque le début de quatre siècles de régime seigneurial de la ville : la ville devient la possession d’un homme au pouvoir absolu, qui juge, punit, amende, dicte des règles, nomme les autorités et décide les taxes et les impôts. Le fils de Don Pedro est le premier Comte de Fuensalida (1470) : deux ans avant, il a obtenu la permission du roi de construire un château à Guadamur, probablement sur une ancienne tour de guet arabe. Le château étale les blasons des Ayala et de la famille Silva, rivaux médiévaux de Tolède. Du XVe siècle date aussi le sanctuaire de Notre-Dame de la Nativité, proche du château et influencé par le style mudéjar de Tolède.

### Époque Moderne
En 1471 Guadamur a obtenu le titre de ville. Au cours de ces années est également construit sur la place du village le pilori, insigne de juridiction et d'exécution, qui remplacera l'ancien gibet de bois (une colline non loin du château, conserve encore le nom de "Colline du gibet").

Le IIIe comte de Fuensalida (1489-1537) a accueilli à Guadamur le 11 juillet 1502 les Princes Doña Juana et Don Felipe, qui venait d'être désigné l'héritier de la couronne du royaume de Castille. En 1590, sous le règne de Felipe II, le château sert de prison secrète de l'Inquisition. Le VI comte a participé à l'expulsion des Maures (1609) et a recruté 126 jeunes hommes et des armes à Guadamur. Le IXe comte a été nommé par Carlos II Capitaine général du royaume de Sardaigne et Capitaine général de Milan. Au XVIIe siècle, le comté de Fuensalida atteint son expansion maximale : 10 000 habitants et 40 000 ha, le deuxième état du royaume de Tolède. Dans le Cadastre de Ensenada, qui recueille des données à la ville en 1752, on fait mention de "la dîme et des prémices qui sont pris en elle» et qu’on donne, entre autres, à la paroisse de Guadamur, aux coffres du Roi, au Cardinal Archevêque de Tolède, aux chanoines de la Cathédrale de Tolède et des paroisses de Santo Tomé, Santa Leocadia, San Martín, San Román, San Ginés, San Antolín, San Nicolás, La Magdalena, San Andrés, San Justo, San Vicente, les mozarabes, Santa Eulalia et Santa Justa. L'histoire du comté finit en 1843, juste au moment où le gouvernement donne les propriétés des nobles aux voisins de la ville.
Au XVIe siècle, il y avait deux pâturages : dans le Vieux paissaient des troupeaux de la Mesta de Segovia. À Daramazán passaient l’hiver les bœufs de Soria, de sorte que la zone est connue comme "petite Estrémadure". Dans le Nouveau, au milieu du XVIIIe siècle, il y avait soixante dix ruches, qui produisaient du miel et de la cire abondante. À Guajaraz il y avait des moulins à cette époque. L'archevêque de Tolède, Silíceo, construit en 1546 un pont sur le Guajaraz. Datant de cette période Guadamur a également l'église paroissiale de Sainte-Marie-Madeleine et l'ermitage de San Antonio Abad ou San Antón. Cette chapelle abrite aujourd'hui le Musée des arts populaires des Montes de Toledo.

### Époque Contemporaine
Vers la fin de 1808 Guadamur reçoit un détachement de cavalerie française, qui fait partie des troupes de Napoléon qui sont entrées dans Tolède le 13 décembre. Il est installé dans le château, abandonné mais en bon état (comme il l'écrivait le pasteur de la ville, Juan José Funes, en 1788). Selon des documents de 1811, la ville contribue à l'approvisionnement de l'infanterie et l'artillerie des troupes cantonnées dans Mazarambroz avec les rations quotidiennes de pain, viande, vin, légumes secs, le sel, le pétrole, le charbon, le bois, la paille d'orge et du son. La résistance de la population a amené certains jeunes à s'intégrer dans la ligne de la guérilla de la ville de Argés, dont le chef était Ambrosio Carmena, El Pellejero.
En septembre 1812 la ville a promis solennellement la Constitution de Cádiz. La confiscation des biens de l'Église au XIXe siècle a intéressé Guadamur dans la mesure où de nombreux voisins, qui avaient louées des terres de la propriété de l'église catholique, ont vu comment elles ont été vendues aux enchères. Dans certains cas, le nouveau propriétaire a résilié le contrat; dans d'autres, les loyers ont augmenté. Par exemple, l'un des plus grands domaines, la propriété de Daramezas, est passé des mains des religieuses du monastère de Santo Domingo el Real de Tolède au secteur privé, et la propriété de Aceituno, qui appartenait au couvent tolédan de San Clemente depuis 1221, est tombée dans des mains laïques. Dans certains cas, les terres ont été achetées par les locataires de la ville.
En 1834 on voit la création de la Banda Municipal de Música, qui est toujours active.
La Constitution de 1837 a donné le feu vert à la création de la milice, les forces militaires comprenant les voisins. À Guadamur ont été mobilisés à plusieurs reprises à la fin de cette décennie pour tenter de neutraliser les Carlistes, éléments qui ont été hébergées dans les Montes de Toledo. Les agriculteurs ont subi le vol continu de bétail, et on a fini par signer un accord d'aide mutuelle pour une telle éventualité.
L'exploitation du sous-sol, qui remonte au moins au 1612 avec l'exploitation d'une mine de plomb et de [khôl] (une poudre noire servant de cosmétique), a augmenté avec une mine de graphite dans le dernier tiers du XIXe siècle . Ces mines ont atteint 110 travailleurs, en tirant un maximum de 400 tonnes par an; elles ont fermé en 1963, sans épuiser le filon, à cause de la concurrence de l’Allemagne.
Au milieu du XIXe siècle, le budget communal s'élève à 16 000 reales. En 1887, la ville a vendu le château au VIe comte de Asalto, un parent éloigné des Ayala; son fils, le marquis de Argüeso, député de la province de Tarragone, l’obtient en héritage. Pour son intérêt personnel le téléphone arrive au village en 1922. Le château ne pourra accéder à la catégorie de monument historique et artistique qu’en 1964.
À la fin du XIXe siècle, le maire étant Lorenzo Navas, l'ancien gouverneur colonial de Tarlac (Philippines), l'ancien puits du conseil est remplacé par une fontaine de quatre tuyaux (à la Place de Recesvinto) et un pilier-abreuvoir qui a donné le nom à la Plaza del Pilar. L'eau arrive aux maisons de Guadamur en 1928, après l'éclairage (1907).

### Seconde République
Avec l'avènement de la Seconde République la ville voit la création du premier syndicat, l'Union générale des travailleurs (UGT), dont la société locale ouvrière Casa del Pueblo était située dans la rue de San Anton. La République construit les écoles publiques (1935), bâtiment qui abrite aujourd'hui le centre du Trésor de Guarrazar. Le régime démocratique a également construit la rue Nueva dans une zone peuplée par des travailleurs journaliers et des petits agriculteurs, et d'ici là la seule rue qui présentait un arrangement harmonieux des façades et des terrasses.
Après le coup d'État du 18 juillet 1936, Guadamur est restée sous le gouvernement de la Seconde République Espagnole jusqu'aux derniers jours de la guerre civile espagnole. En novembre 1936, un bataillon du régiment de la milice dirigée par Manuel Castro Iglesias, conscrit des paysans socialistes à Guadamur. En décembre de cette année le Conseil municipal reprend ses sessions ordinaires, après un premier instant où le Comité de Défense l’avaient relégué au second plan. Il est politiquement unitaire parce que les sept conseillers appartiennent à la Fédération espagnole des travailleurs de la Terre (FETT-UGT). À ce moment, la ville présente un exemple de collectivisme intégrale: seulement deux exploitations agricoles concentraient alors le 52,2 % de la municipalité, et après le soulèvement militaire les paysans ont confisqué celles-ci et d'autres, ainsi que de petits magasins et les maisons des considérés ennemis de la République. Le 25 août 1936 ils ont institué la commune «Pablo Iglesias», qui intègre l'ensemble de la municipalité, brisant les limites de la propriété privée et divisant les terres en parcelles. Le Comité a été chargé du ravitaillement, du commerce et de la seule taverne. L'église paroissiale et les chapelles de la Nativité et de San Antón sont devenues des granges et entrepôts. Plusieurs pièces du château, dont la bibliothèque ont subi des pillages. Le Conseil municipal, à l'instar de nombreux autres peuples de l'Espagne républicaine, a émis sa propre monnaie. Le 7 mai 1937 l'armée de Franco a attaqué la face sud de la ville de Tolède et a pénétré dans le nord de la municipalité de Guadamur, a pris la population voisine de Argés, qui est passée dans les mains de la République à nouveau quelques jours plus tard. Entre le 12 et le 25 mai, la 11e Division de l'Armée populaire républicaine, sous le commandement du communiste Enrique Líster, a effectué des rassemblements (avec un concert et du cinéma) dans la région; celui de Guadamur a eu lieu en face de l'hôtel de ville et de la rue de la Nativité, et ont participé des représentants de la ville, des délégués des travailleurs des usines de Madrid et les représentants de la Division. En octobre 1937, la commune perd progressivement son originalité, comme dans beaucoup d'autres lieux, sous la pression de ses partenaires communistes, qui ont plaidé en faveur d'une coopérative de petits agriculteurs, de l'industrie et des services découlant de la fragmentation. En octobre 1938, cette pression a conduit à donner la permission aux travailleurs qui voulaient faire sécession de la commune. Cette initiative, déjà convertie en coopérative agricole de marché, a été dissoute à la fin de cette année. Le 27 mars 1939 les troupes de Franco ont pris la ville.

### Dictature
La "Cause générale" a enregistré 45 victimes en raison de la répression révolutionnaire, nombre qui doit être enquêté cas par cas, pour être sûr que les victimes n’ont pas été inscrites aussi dans leurs villages d’origine. En ce qui concerne la répression menée par le régime de Franco, à part les 26 morts enregistrés natifs de Guadamur, de nombreux habitants ont été emprisonnés dans les prison du Nouvel État de Franco et ont subi l'humiliation, l'exil ou la condamnation à mort, parfois par l’accusation habituelle d' "aide à la rébellion".
L’après-guerre, dans sa première phase, est une période d'amnésie forcée dans laquelle la ville est divisée entre le silence et la peur des perdants et le pouvoir absolu de ceux qui se plient volontairement à la nouvelle dictature. Ce fait social est inséré au-dessous de l'ignorance totale, de la part des jeunes générations, d'un système totalitaire près de l'économie de subsistance jusque les années 1960; le caciquisme a maintenu les structures politiques municipales avec le connivence du pouvoir religieux.
À la dictature de Franco les conseillers de la ville ont été choisis par au moins les deux tiers des habitants provenant de ces trois groupes: 1) les chefs de ménages dans la municipalité (hommes pour la plupart, sauf pour les veuves et les femmes de plus de 25 ans vivant seules); 2) les membres des syndicats (c’est-à-dire le syndicat unique ou ‘vertical’ de Franco) et 3) le groupe composé par des "prestigieux voisins". Il ne faut pas oublier que les partis politiques étaient illégaux. Dans les petites villes, comme Guadamur, le maire a obtenu son poste par nomination directe du Gouverneur de la province et chef du ‘Movimiento’, le parti unique.

### Restauration de la démocratie
Le 3 avril 1979 ont lieu, depuis l'époque de la Seconde République, les premières élections démocratiques, après les élections générales de juin 1977. Depuis lors, Guadamur a élu des maires qui appartenaient successivement aux partis politiques suivants : UCD (Unión de Centro Democrático, centre), PSOE (Partido Socialista Obrero Español, gauche) et PP (Partido Popular, droite).
est une commune d'Espagne de la province de Tolède dans la communauté autonome de Castille-La Manche.

## Administration
| Période                                  | Période | Identité | Étiquette | Qualité |
| ---------------------------------------- | ------- | -------- | --------- | ------- |
|                                          |         |          |           |         |
| Les données manquantes sont à compléter. |         |          |           |         |

### Jumelage
Guadamur est jumelée avec les municipalités de Vouillé (France) et de Tournai (Belgique), en raison du XVe centenaire de la bataille de Vouillé (507), où le roi des Francs Clovis I (originaire de Tournai) a battu les Wisigoths de Alaric II.